# Tiro ai Giochi della XXXII Olimpiade
Le competizioni di tiro a segno e a volo ai Giochi della XXXII Olimpiade si sono svolte dal 24 luglio al 2 agosto 2021 presso il poligono di Asaka. A differenza del 2016 il numero di partecipanti ammessi è stato di 360, equamente divisi tra uomini e donne. Inoltre, per raggiungere l'uguaglianza di genere, i tre eventi esclusivamente maschili (carabina 50 m a terra, pistola 50 m e double trap) sono stati sostituiti da altrettanti eventi a squadre miste.

## Calendario finali
| Uomini | Pistola 10 m  | Carabina 10 m | Skeet | -                          | - | Trap | -            | -                    | - | Carabina 50 m 3 pos. Pistola 25 m autom. | 6  |
| Donne  | Carabina 10 m | Pistola 10 m  | Skeet | -                          | - | Trap | Pistola 25 m | Carabina 50 m 3 pos. | - | -                                        | 6  |
| Misti  | -             | -             | -     | Pistola 10 m Carabina 10 m | - | -    | -            | Trap                 | - | -                                        | 3  |
| Totale | 2             | 2             | 2     | 2                          | 0 | 2    | 1            | 2                    | 0 | 2                                        | 15 |

## Podi

### Uomini
| Evento                         | Oro              | Perform. | Argento          | Perform. | Bronzo                | Perform. |
| Carabina                       |                  |          |                  |          |                       |          |
| 10 m aria compressa (dettagli) | William Shaner   | 251,6    | Sheng Lihao      | 250,9    | Yang Haoran           | 229,4    |
| 50 m 3 posizioni (dettagli)    | Zhang Changhong  | 466.0    | Sergej Kamenskij | 464,2    | Milenko Sebić         | 448,2    |
| Pistola                        |                  |          |                  |          |                       |          |
| 10 m aria compressa (dettagli) | Javad Foroughi   | 244,8    | Damir Mikec      | 237,9    | Pang Wei              | 217,6    |
| 25 m automatica (dettagli)     | Jean Quiquampoix | 34       | Leuris Pupo      | 29       | Li Yuehong            | 26       |
| Tiro a volo                    |                  |          |                  |          |                       |          |
| Fossa olimpica (dettagli)      | Jiří Lipták      | 43       | David Kostelecký | 43       | Matthew Coward-Holley | 33       |
| Skeet (dettagli)               | Vincent Hancock  | 59       | Jesper Hansen    | 55       | Abdullah Al-Rashidi   | 46       |

### Donne
| Evento                         | Oro                      | Perform. | Argento               | Perform. | Bronzo             | Perform. |
| Carabina                       |                          |          |                       |          |                    |          |
| 10 m aria compressa (dettagli) | Yang Qian                | 251,8    | Anastasija Galašina   | 251,1    | Nina Christen      | 230,6    |
| 50 m 3 posizioni (dettagli)    | Nina Christen            | 463,9    | Julija Zykova         | 461,9    | Julija Karimova    | 450,3    |
| Pistola                        |                          |          |                       |          |                    |          |
| 10 m aria compressa (dettagli) | Vitalina Bacaraškina     | 240,3    | Antoaneta Kostadinova | 239,4    | Jiang Ranxin       | 218,0    |
| 25 m (dettagli)                | Vitalina Bacaraškina     | 38       | Kim Min-jung          | 38       | Xiao Jiaruixuan    | 29       |
| Tiro a volo                    |                          |          |                       |          |                    |          |
| Fossa olimpica (dettagli)      | Zuzana Rehák-Štefečeková | 43       | Kayle Browning        | 42       | Alessandra Perilli | 29       |
| Skeet (dettagli)               | Amber English            | 56       | Diana Bacosi          | 55       | Wei Meng           | 46       |

### Misti
| Evento                         | Oro                                    | Argento                                        | Bronzo                                    |
| Carabina                       |                                        |                                                |                                           |
| 10 m aria compressa (dettagli) | Cina Yang Qian Yang Haoran             | Stati Uniti Mary Tucker Lucas Kozeniesky       | ROC Julija Karimova Sergej Kamenskij      |
| Pistola                        |                                        |                                                |                                           |
| 10 m aria compressa (dettagli) | Cina Jiang Ranxin Pang Wei             | ROC Vitalina Bacaraškina Artëm Černousov       | Ucraina Olena Kostevyč Oleh Omel'čuk      |
| Tiro a volo                    |                                        |                                                |                                           |
| Fossa olimpica (dettagli)      | Spagna Alberto Fernández Fátima Gálvez | San Marino Gian Marco Berti Alessandra Perilli | Stati Uniti Brian Burrows Madelynn Bernau |

## Medagliere
| Pos.   | Paese         | Oro | Argento | Bronzo | Totale |
| ------ | ------------- | --- | ------- | ------ | ------ |
| 1      | Cina          | 4   | 1       | 6      | 11     |
| 2      | Stati Uniti   | 3   | 2       | 1      | 6      |
| 3      | ROC           | 2   | 4       | 2      | 8      |
| 4      | Rep. Ceca     | 1   | 1       | 0      | 2      |
| 5      | Svizzera      | 1   | 0       | 1      | 2      |
| 6      | Iran          | 1   | 0       | 0      | 1      |
| 6      | Slovacchia    | 1   | 0       | 0      | 1      |
| 6      | Spagna        | 1   | 0       | 0      | 1      |
| 6      | Francia       | 1   | 0       | 0      | 1      |
| 10     | San Marino    | 0   | 1       | 1      | 2      |
| 10     | Serbia        | 0   | 1       | 1      | 2      |
| 12     | Italia        | 0   | 1       | 0      | 1      |
| 12     | Cuba          | 0   | 1       | 0      | 1      |
| 12     | Corea del Sud | 0   | 1       | 0      | 1      |
| 12     | Danimarca     | 0   | 1       | 0      | 1      |
| 12     | Bulgaria      | 0   | 1       | 0      | 1      |
| 17     | Kuwait        | 0   | 0       | 1      | 1      |
| 17     | Gran Bretagna | 0   | 0       | 1      | 1      |
| 17     | Ucraina       | 0   | 0       | 1      | 1      |
| Totale | Totale        | 15  | 15      | 15     | 45     |